# Glenea quinquelineata
Glenea quinquelineata é uma espécie de escaravelho da família Cerambycidae. Foi descrita por Chevrolat em 1855. É conhecida a sua existência na Guiné Equatorial, Camarões, a República Democrática do Congo, Costa do Marfim, Uganda, Angola, e Nigéria.

## Subespecie
- Glenea quinquelineata angolensis Breuning, 1978
- Glenea quinquelineata quinquelineata Chevrolat, 1855